# B.A.C.K.
B.A.C.K. — четвёртый полноформатный студийный альбом группы Artillery, выпущенный в 1999 году лейблом Die Hard Music. Оформлением обложки занимался художник, ранее работавший с Labyrinth и Holy Mother.

## Об альбоме

### Воссоединение, издание альбома
Выпуск альбома ознаменовался воссоединением группы, произошедшем в 1998 году. Предыдущий полноформатный альбом By Inheritance вышел в 1990 году — за год до распада группы. В 1998 году лейбл Mighty Music заинтересовался изданием композиций с ранних демозаписей группы, что вылилось в сборник Deadly Relics. После издания компиляции, участники группы организовали небольшую вечеринку, в ходе которой исполнили несколько старых композиций. На вечеринке также присутствовал представитель лейбла Die Hard Music, который и заинтересовался творчеством Artillery и, в итоге, предложил выпустить новый альбом.

### Работа над альбомом
Работа по созданию композиций началась в 1999 году. Участники группы, по словам Мортена, попытались на новом альбоме соединить элементы прошлых двух альбомов коллектива — By Inheritance и Terror Squad. В качестве же непосредственных участников записи альбома выступили трое прошлых участников коллектива — Мортен (гитара, бас) и Майкл Штютцеры (гитара), Флемминг Ронсдорф (вокал), а также приглашённый ударник Пэр Йенсен их Konkhra. Другие музыканты, известные по старым составам Artillery, отказались от участия в записи.

### Лирика
Композиция Out of the Trash является третьей частью Trash-серии, начатой группой композицией In the Trash (альбом Terror Squad) и Back in the Trash (альбом By Inheritance).

## Список композиций
1. «Cybermind» — 4:01
2. «How Do You Feel» — 4:01
3. «Out of the Trash» — 4:00
4. «Final Show» — 5:27
5. «WWW» — 3:54
6. «Violent Breed» — 3:48
7. «Theatrical Exposure» — 3:57
8. «B.A.C.K.» — 3:48
9. «The Cure» — 3:18
10. «Paparazzi» — 4:07
11. «Fly» — 4:25[7]
12. «Jester» — 5:18[7]

## Участники записи
- Майкл Штютцер — гитара
- Мортен Штютцер — гитара, бас
- Флемминг Ронсдорф — вокал
- Пэр Йенсен — ударные